# Rudolf Otepka
Rudolf Otepka (13 novembre 1973) è un ex calciatore ceco.

## Carriera
Ha giocato nella prima divisione ceca.